# ساندرين غرودا
ساندرين غرودا (بالفرنسية: Sandrine Gruda)‏ مواليد 25 يونيو 1987 في كان، إقليم ألب كوت دازور، هي لاعبة كرة سلة فرنسية. بدأت مسيرتها الاحترافية في سنة 2005. تم اختيارها من قبل فريق كونيتيكت صن خلال الدرافت. تلعب مع نادي فنربخشة لكرة السلة للسيدات في الدوري التركي كلاعب وسط. يبلغ طولها 6 قدم 4 بوصة (1.9 م). مثلت منتخب بلادها. شاركت في دورة الألعاب الأولمبية الصيفية سنة 2012. فازت بلقب دوري المحترفات. لعبت مع كونيتيكت صن من سنة 2008 إلى 2010، ثم لعبت مع لوس أنجلوس سباركس في سنة 2014، ثم لعبت مع نادي فنربخشة لكرة السلة للسيدات في سنة 2016.

## سجل المنافسة
شاركت في المنافسات التالية:
- الألعاب الأولمبية الصيفية 2012
- الألعاب الأولمبية الصيفية 2016
- كأس العالم لكرة السلة للسيدات 2014

## الميداليات
| الميدالية | المسابقة                       |
| --------- | ------------------------------ |
| فضية      | الألعاب الأولمبية الصيفية 2012 |

## روابط خارجية
- ساندرين غرودا على موقع الاتحاد الدولي لكرة السلة (الإنجليزية)
- ساندرين غرودا على موقع الاتحاد الوطني لكرة السلة النسائية (الإنجليزية)
- ساندرين غرودا على موقع كرة السلة الأوروبية.كوم (الإنجليزية)
- ساندرين غرودا على موقع بروبوليرز (الإنجليزية)
- ساندرين غرودا على موقع سبورتس رفرنس (الإنجليزية)
- ساندرين غرودا على موقع سبورتس رفرنس (الإنجليزية)
- ساندرين غرودا على موقع اللجنة الأولمبية الدولية (الإنجليزية)
- ساندرين غرودا على موقع أوليمبيديا (الإنجليزية)
- ساندرين غرودا على موقع اللجنة الأولمبية الفرنسية (مؤرشف) (الفرنسية)